# Schildmacher (Beruf)

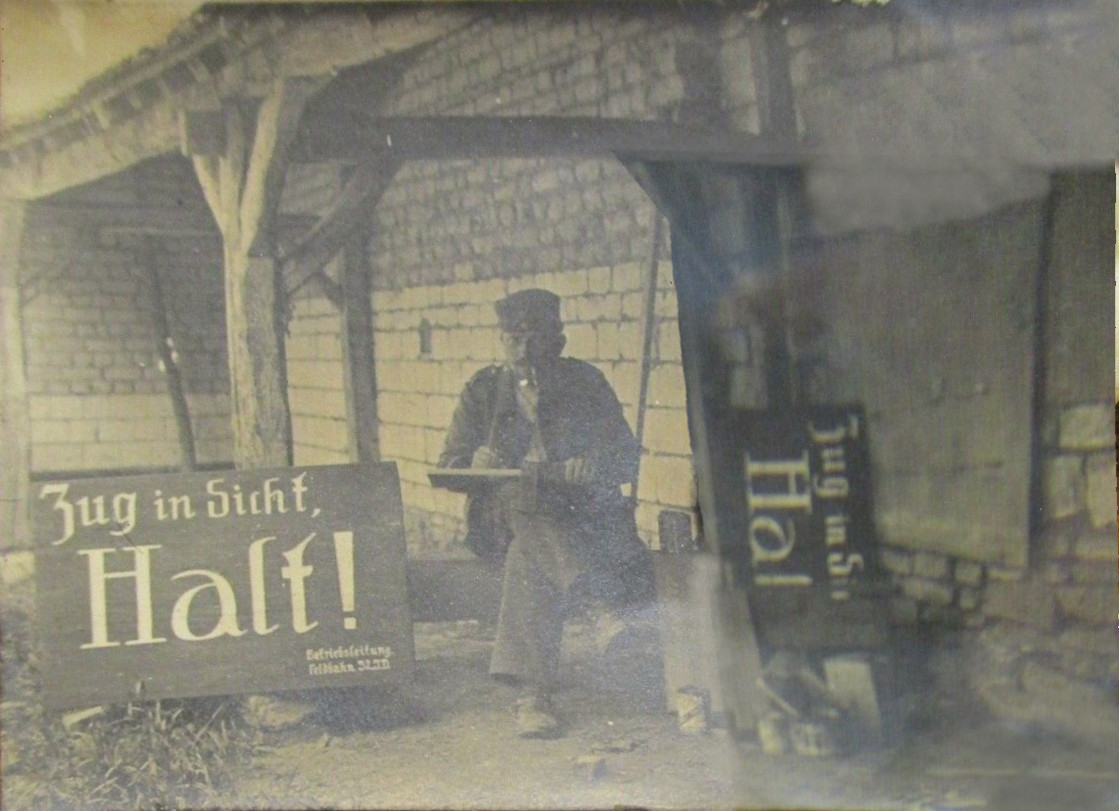
Zug in Sicht, Halt! Ein Schildermaler bei der Arbeit, um 1915

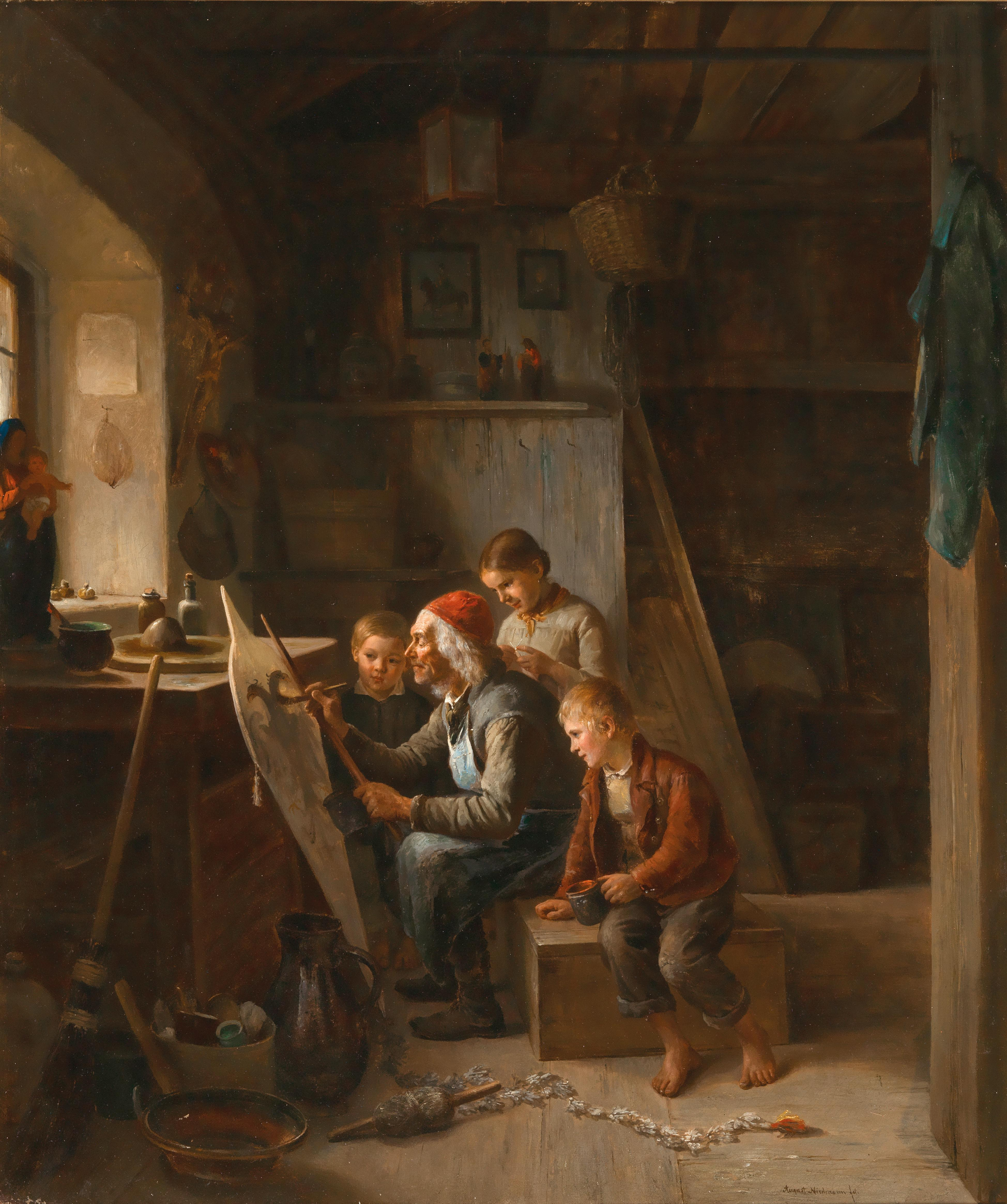
August Heinrich Niedmann: Beim Schildermacher

Schildmacher ist die historische Bezeichnung für Menschen, die Wehrschilde und sogenannte „Prunkschilde“ als Wappenschilde herstellten und diese dann farbig und auch formal kennzeichneten. Aus der Tätigkeit entwickelte sich der Beruf der „Schilderer, Schildner, Schilter oder Schildermaler“, die Hinweis-, Warn- und andere graphische Schilder fertigen und etwa in der Stadt Magdeburg schon im Jahr 1197 eine erste eigene Zunft gebildet hatten.
Die aus der Schildherstellung hervorgegangenen Berufe wie Schriften-, Dekorations- und Fassadenmaler bildeten die Vorläufer für die modernen Handwerke der Schilder- und Lichtreklamehersteller als auch der Maler und Lackierer.
Der Schild war ursprünglich eine Schutzwaffe, auf der oft Standes-, Rang- und Familienzeichen (Heroldskunst, Wappen) angebracht wurden.
Schildermaler bemalten – mit einer Blütezeit in Wien um 1920 – Werbetafeln, Geschäftsportale, Hauswände, Fahrzeuge sowie andere Werbeflächen. 
Der Wiener Grafiker Tom Koch sammelt Fotos von Werbemalereien und hat zum Thema publiziert.
In Berlin arbeiten heute (2018) zumindest drei Schildermaler.